# 金華話
金华话（国际音标：/ʨiɲ334-33 uɑ313-45 uɑ14/:214），是吴语的一种方言，属於婺州片:6 :B9或金衢片:5, 171-172 :104，使用地区为浙江省金华市的婺城区东部和金东区，以金華城裏方言為代表。
金華話與臨近的蘭谿話較接近，而與附近其他方言較難通話:8。金華話內部存在不少差別：城裏和鄉下方言之間有較大差別:178，不同年齡層次的人說話也有差別:引論 4。
由於原金華府地區各方言之間差異較大，各縣之間難以互相通話，金華城裏方言在一定程度上有該地區交際共同語的作用:197。
在浙江中部流行的婺劇基本上以金華城裏方言為標準:197。
本條目的聲韻調、小稱、語音特點和文白異讀、語音的變遷、詞彙、語法等章節中的金華方言均為金華城裏方言。
下文中，“金華”單獨作地名出現時指的是金華話的使用區域，“婺州地區”指的是原金華府所辖區域。

## 使用區域、族群及影響
金華話的使用區域大致相當於湯溪縣併入金華縣前的金華縣境，包括今婺城區的所有街道、罗店镇、苏孟乡、竹马乡、乾西乡、雅畈镇、琅琊镇、箬阳乡、白龍橋鎮（古方除外）、长山乡（石道畈除外）和整個金東區:引論 4。
除了金華當地漢族人外，當地畲族人也會說金華話。
由於婺州地區的方言內部差異較大，各縣之間難以互相通話，要用帶官腔的金華話來交際:8。金華城裏方言在一定程度上有婺州地區交際共同語的作用，基本上以金華城裏方言為語言標準的婺劇在浙江中部十分流行:197。
義烏西部靠近金華的隴頭朱、上滕、苦竹壙、葛仙等地方言受金華話影響，稱雞蛋為“雞卵”:4。

## 聲韻調
以下聲韻調系統以1990年代的金華老派城裏話為準。聲母表、韻母表中國際音標後有例字（文白讀不同音的字大都用其白讀音），僅用於文讀的聲母、韻母以文標出。

### 聲母
金華話有28个聲母（包括零聲母）。
|        |               |               | 双唇音 | 唇齒音 | 齿齦音 | 龈腭音 | 软腭音 | 聲門音  |
| ------ | ------------- | ------------- | ------ | ------ | ------ | ------ | ------ | ------- |
| 鼻音   | 鼻音          | 鼻音          | m 門   |        | n 難   | ȵ 魚   |        |         |
| 塞音   | 清音          | 不送氣        | p 班   |        | t 短   |        | k 光   | [2]     |
| 塞音   | 清音          | 送氣          | pʰ 破  |        | tʰ 貪  |        | kʰ 筐  | [2]     |
| 塞音   | 不送氣濁音[1] | 不送氣濁音[1] | b 排   |        | d 段   |        | ɡ 狂   |         |
| 塞擦音 | 清音          | 不送氣        |        |        | ʦ 紙   | ʨ 雞   |        |         |
| 塞擦音 | 清音          | 送氣          |        |        | ʦʰ 雌  | ʨʰ 溪  |        |         |
| 塞擦音 | 不送氣濁音[1] | 不送氣濁音[1] |        |        | ʣ 磁   | ʥ 件   |        |         |
| 擦音   | 清音          | 清音          |        | f 反   | s 師   | ɕ 收   | x 蝦   |         |
| 擦音   | 濁音[1]       | 濁音[1]       |        | v 煩   | z 時   | ʑ 壽   |        | 文 ɦ 韓 |
| 边音   | 边音          | 边音          |        |        | l 藍   |        |        |         |
註：
1^ 金華方言的濁擦音、濁塞音、濁塞擦音的實際音值與真正的濁音聲母存在較大差距（處於“濁－清”之間，即所謂“清音濁流”），但一般仍記做濁音聲母:22-24（下文中不再說明）。
2^ 或將金華話中的零聲母記作聲門塞音[ʔ]:第一表3 :66。

### 韻母
金華話有51個韻母（包括自成音節的[m̩]、[ɲ̍]，不包括兒化韻），其中有9個文讀專用韻母:引論 6 :139：
| 無韻頭 | ɿ 雌     |       | ɑ 班  | 文 o 菠 | ɤ 盤  | ɯ 去 |          | ɛ 杯     | ei 隨 | ɑu 包  | eu 謳 |
| ɤ韻頭  |          | ɤa 馬 |       |         |       |      |          |          |       |        |       |
| i韻頭  | i [1] 未 | ia 爹 | iɑ 畬 |         | ie 邊 |      | 文 iᴇ 佘 | 文 iɛ 吆 |       | iɑu 鳥 | iu 手 |
| u韻頭  | u 烏     |       | uɑ 還 |         | uɤ 多 |      |          | uɛ 塊    | ui 歸 |        |       |
| y韻頭  | y 水     |       | yɑ 唰 |         | yɤ 原 |      |          | yɛ 帥    |       |        |       |
|        | 鼻化韻   | 鼻音尾韻 | 鼻音尾韻   | 鼻音尾韻 | 塞音尾韻[3] | 塞音尾韻[3] |
| ------ | -------- | -------- | ---------- | -------- | ----------- | ----------- |
| 無韻頭 | 文 ã 番  | ɑŋ 幫    | əɲ [2] 門  | oŋ 風    | əʔ 北       | oʔ 木       |
| ɤ韻頭  | 文 ɤã 潘 |          |            |          |             |             |
| i韻頭  | 文 iã 演 | iɑŋ 上   | iɲ [2] 平  | ioŋ 蟲   | iəʔ 入      |             |
| u韻頭  | 文 uã 歡 | uɑŋ 梗   | uəɲ [2] 昏 |          | uəʔ 骨      |             |
| y韻頭  | 文 yã 宣 | yɑŋ 雙   | yəɲ [2] 雲 |          | yəʔ 橘      | yoʔ [4] 玉  |
| 其他 | 文 əl 耳 | m̩ 姆 | ɲ̍ [2] 兒 |
註：
1^ [i]带一定程度摩擦:12, 66 :246
2^ [ɲ̍]和[əɲ]、[iɲ]、[uəɲ]、[yəɲ]四韻中的鼻韻尾[ɲ]的實際音值比較輕弱模糊，舌面與上顎的接觸比較輕微:86，有学者記作齒齦鼻音[n]:第二表4-5, 第二表8-9, 第二表11-13 :66，也有学者记作軟顎鼻音[ŋ]:引論 6 :85。本文中均记作[ɲ]。
3^ 塞音尾韻的喉塞尾[ʔ]逢陰入調明顯，逢陽入調不明顯:引論 6。
4^ 或記作[ioʔ]。

#### 兒化韻
金華話的兒化音變使本韻因韻母鼻化而變為含鼻化元音的兒化韻。韻母鼻化是兒缀音[ɲ]弱化的結果:29, 59, 79。
金華話的兒化韻共有19個，可變為兒化韻的本韻共有29個:引論 6 :139-140。兒化韻中除了[ɤã]、[ã]、[iã]、[uã]、[yã]又可為文讀韻外，其餘14個都是兒化詞專用韻母:引論 7。
| 無韻頭 | 無韻頭 | 無韻頭 | ɤ韻頭  | ɤ韻頭 | ɤ韻頭 | i韻頭  | i韻頭 | i韻頭  | u韻頭  | u韻頭 | u韻頭    | y韻頭  | y韻頭 | y韻頭  |
| 兒化韻 | 本韻   | 例詞   | 兒化韻 | 本韻  | 例詞  | 兒化韻 | 本韻  | 例詞   | 兒化韻 | 本韻  | 例詞     | 兒化韻 | 本韻  | 例詞   |
| ------ | ------ | ------ | ------ | ----- | ----- | ------ | ----- | ------ | ------ | ----- | -------- | ------ | ----- | ------ |
| ɿ̃      | ɿ      | 詩兒   |        |       |       | ĩ      | i     | 梨兒   | ũ      | u     | 兔兒     | ỹ      | y     | 語兒   |
| ɿ̃      |        |        |        |       |       | ĩ      | ie    | 籠屜兒 | ũ      |       |          | ỹ      |       |        |
| ɿ̃      |        |        |        |       |       | ĩ      | iɲ    | 嬸兒   | ũ      |       |          | ỹ      |       |        |
| ɿ̃      |        |        |        |       |       | ĩ      | iəʔ   | 麻雀兒 | ũ      |       |          | ỹ      |       |        |
| ã      | ɑ      | 女兒   | ɤã     | ɤa    | 筢兒  | iã     | ia    | 帖兒   | uã     | uɑ    | 鴨兒     | yã     | yɑ    |        |
| ã      | ɛ      | 杯兒   | ɤã     |       |       | iã     |       |        | uã     | uɛ    | 拐兒     | yã     |       |        |
| ã      | ɑŋ     | 後生兒 | ɤã     |       |       | iã     | iɑŋ   | 麥蛘兒 | uã     | uɑŋ   |          | yã     | yɑŋ   | 解妝兒 |
| ã      | əʔ     | 飽呃兒 | ɤã     |       |       | iã     | iəʔ   | 掠兒   | uã     | uəʔ   | 藍忽忽兒 | yã     |       |        |
| ɤ̃      | ɤ      | 盒兒   |        |       |       | iẽ     | ie    | 尖兒   | uẽ     | uɤ    | 窠兒     | yẽ     | yɤ    | 圓兒   |
| ẽ      | iu     | 水狗兒 |        |       |       | iẽ     | iu    | 白頭兒 | uẽ     |       |          | yẽ     |       |        |
| ẽ      | əʔ     | 佛兒   |        |       |       | iẽ     | iəʔ   | 侄兒   | uẽ     |       |          | yẽ     | yəʔ   | 橘兒   |
| ɔ̃      | ɑu     | 桃兒   |        |       |       | iɔ̃     | iɑu   | 鳥兒   |        |       |          |        |       |        |
|        |        |        |        |       |       | iũ     | iu    | 帚兒   |        |       |          |        |       |        |
| õ      | oʔ     | 膜兒   |        |       |       | iõ     | yoʔ   | 叔兒   |        |       |          |        |       |        |
其中[ẽ]、[iẽ]、[uẽ]、[yẽ]、[õ]、[iõ]六個韻，部分老年人讀作鼻音尾韻，分別為[əɲ]、[iɲ]、[uəɲ]、[yəɲ]、[oŋ]、[ioŋ]:引論 7 :150。
| 無韻頭 | 無韻頭 | 無韻頭 | i韻頭  | i韻頭  | i韻頭 | u韻頭  | u韻頭  | u韻頭 | y韻頭  | y韻頭  | y韻頭 |
| 鼻化韻 | 鼻尾韻 | 例詞   | 鼻化韻 | 鼻尾韻 | 例詞  | 鼻化韻 | 鼻尾韻 | 例詞  | 鼻化韻 | 鼻尾韻 | 例詞  |
| ------ | ------ | ------ | ------ | ------ | ----- | ------ | ------ | ----- | ------ | ------ | ----- |
| ẽ      | əɲ     | 擦黑兒 | iẽ     | iɲ     | 辮兒  | uẽ     | uəɲ    | 歌兒  | yẽ     | yəɲ    | 橘兒  |
| õ      | oŋ     | 田瀆兒 | iõ     | ioŋ    | 竹兒  |        |        |       |        |        |       |

### 聲調
金華話有7個單字調（不包括輕聲），沒有陽上調:引論 7 :表 4－1。下表中短表示短調。
| 調類 | 聲調記號 | 調值  | 例字                                   |
| ---- | -------- | ----- | -------------------------------------- |
| 陰平 | ˧˧˦      | 334   | 天 豬 消 幫 冰 飛 高 雌 黏 奎 魁 研 踉 |
| 陽平 | ˧˩˧      | 313   | 平 曹 樓 煩 啼 狼 農 船 唇 期 場 筒 跑 |
| 陰上 | ˥˧˥      | 535   | 子 我 忖 乳 軟 暖 估 塢 蟹 畲 賄 燕 碎 |
| 陰去 | ˦˥       | 45[1] | 去 醋 凍 囥 莧 透 漢 聽 悔 鳥 千 犬 柄 |
| 陽去 | ˩˦       | 14    | 望 射 硬 韌 未 樹 駡 義 膿 順 帽 舞 戊 |
| 陰入 | 短˦      | 短4   | 嚇 北 弗 摘 骨 一 橘 剝 哭 竹 摸 咳 廁 |
| 陽入 | 短      | 短212 | 入 浴 六 綠 落 白 服 族 勺 木 肉 玉 鼻 |
註：
1^ 陰去[45]調實際比較短促:159。

#### 變調
金華話的變調很複雜:引論 7。
下表列出兩字組連讀變調的主要規律:引論 8 :130-131。表左欄中為前字聲調，表端欄中為後字聲調，表中數字均表示調值，0表示輕聲。其中，古清上字和古濁上字雖在白讀單字調中均為陰上，但在兩字組連讀變調中有所區別，故在表中分為陰上、陽上兩類:引論 7。上标“動” 表示該連調模式主要見於動賓結構的字組:引論 7，上标“數”表示該變調模式只用於“數量式”（數詞＋量詞）字組和“實虛式”（實詞＋虛詞）字組:130。
| ↓前字＼後字→ | 陰平 334                      | 陽平 313                               | 陰上 535                  | 陽上 535                    | 陰去 45                   | 陽去 14                          | 陰入 ʔ4 | 陽入 ʔ212        |
| ------------ | ----------------------------- | -------------------------------------- | ------------------------- | --------------------------- | ------------------------- | -------------------------------- | ------- | ---------------- |
| 陰平 334     | 動 33＋33 33＋45              | 動 33＋313 33＋45                      | 33＋535 數 33＋45         | 33＋535 數 33＋45           | 33＋45                    | 動 33＋14 33＋45                 | 33＋ʔ4  | 33＋ʔ12          |
| 陽平 313     | 動 33＋33 31＋45 數 53＋45    | 動 33＋313 數 31＋45 31＋14            | 33＋535 數 31＋45 53＋45  | 33＋535 數 31＋45 31＋14    | 33＋45 31＋45             | 動 33＋14 31＋14                 | 33＋ʔ4  | 33＋ʔ12          |
| 陰上 535     | 45＋33                        | 45＋313 數 53＋14 45＋14               | 53＋535 數 53＋45         | 53＋535 數 53＋45           | 53＋45                    | 45＋14                           | 53＋ʔ4  | 45＋ʔ12          |
| 陽上 535     | 45＋33 53＋45                 | 45＋313                                | 53＋535                   | 33＋535                     | 53＋45 數 45＋14          | 45＋14                           | 53＋ʔ4  | 45＋ʔ12          |
| 陰去 45      | 動 45＋33 33＋33 33＋45 45＋0 | 動 45＋313 33＋313 33＋45 33＋14 45＋0 | 53＋535 33＋535 數 33＋45 | 53＋535 33＋535 數 33＋14   | 53＋45 動 33＋45 數 45＋0 | 45＋14 33＋45 動 33＋14 數 45＋0 | 33＋ʔ4  | 45＋ʔ12 數 45＋0 |
| 陽去 14      | 動 45＋33 53＋45 14＋0        | 動 45＋313 53＋45 53＋14 14＋0         | 33＋535 53＋535           | 33＋535 數 14＋0            | 31＋45 53＋45             | 45＋14 31＋14 數 14＋0           | 53＋ʔ4  | 45＋ʔ12          |
| 陰入 ʔ4      | 動 ʔ4＋33 ʔ4＋45 數 ʔ4＋0     | 動 ʔ4＋313 ʔ4＋45                      | ʔ4＋535                   | ʔ4＋535                     | ʔ4＋45                    | ʔ4＋14 數 ʔ4＋45                 | ʔ4＋ʔ4  | ʔ4＋ʔ12          |
| 陽入 ʔ212    | 動 ʔ21＋33 ʔ21＋45            | 動 ʔ21＋313 ʔ21＋14                    | ʔ21＋535 數 ʔ21＋45       | ʔ21＋535 數 ʔ21＋45 ʔ21＋14 | ʔ21＋45                   | ʔ21＋14                          | ʔ21＋ʔ4 | ʔ21＋ʔ12         |
三字組的連讀變調更加複雜:引論 8。
因小稱產生的變調詳見下文“小稱變調”部分。

## 小稱
金華方言的小稱詞一般為“兒化音＋變調”的形式，但也有少數小稱詞為“純元音韻母＋變調”的形式。

### 小稱變調
小稱音的變調規律比較簡單，如下表列出:引論 8 :145。下表中短表示短調。
| 調類    | 单字調值 | 小稱調值    |
| ------- | -------- | ----------- |
| 陰平    | 334      | 334         |
| 陽平    | 313      | 313         |
| 陰上[1] | 535      | 45          |
| 陽上[1] | 535      | 14          |
| 陰去    | 45       | 45 / 535[2] |
| 陽去    | 14       | 14          |
| 陰入    | 短4      | 45          |
| 陽入    | 短212    | 14          |
註：
1^ 古清上字和古濁上字雖在白讀單字調中均讀陰上調，但在小稱變調中有所區別，故在表中分為陰上、陽上兩類:引論 8 :145。
2^ 陰去調一般不變，少數變[535]調:引論 8 :145。

### 兒化音
表示小稱的兒化音變一般為韻母鼻化及部分聲調變調的形式:引論 6，但有部分老年人將部分兒化韻讀作鼻音尾韻。兒化的韻母詳見上文“兒化韻”部分。

### 非兒化音
韻母為[ɿ]、[i]、[iɲ]、[iəʔ]、[u]、[y]、[iu]的音節中有少數字詞小稱時可讀作不鼻化的純元音韻母:引論 7 :151。這種小稱形式是鼻化型小稱丟失鼻化成分的結果:151。
| 小稱詞       | 本韻 | 鼻化韻 | 非鼻化韻 |
| ------------ | ---- | ------ | -------- |
| 兩齒（兒）   | ɿ    | ɿ̃      | ɿ        |
| 姊姊（兒）   | i    | ĩ      | i        |
| 嬸（兒）嬸兒 | iɲ   | ĩ      | i        |
| 麻雀（兒）   | iəʔ  | ĩ      | i        |
| 鴣鴣（兒）   | u    | ũ      | u        |
| 語（兒）     | y    | ỹ      | y        |
| 布紐（兒）   | iu   | iũ     | iu       |

## 語音特點及歷史層次
金華方言存在較豐富的文白異讀現象，但文讀主要仍限於“打官腔”時使用:引論 8。其白讀系統是因兩晉時北方戰亂，望族南遷形成的:1090，而文讀系統主要是南宋以來在北方漢語、北部吳語以及杭州話的影響下形成的:197。下文描述的語音以1990年代的金華老派城裏話為準。

### 聲母
在平、去、入聲中保留“幫-滂-”、“端-透-定”、“見-溪-羣”三分，即塞音聲母及見組的塞擦音聲母存在“不送氣清-送氣清-不送氣濁”三分；但在上聲中，因沒有陽上調，只有“不送氣清-送氣清”二分:27。
古全濁聲母上聲字在白讀中讀為清聲母，逢塞音、塞擦音時不送氣:引論 18，文讀時為濁聲母:197。
在今齊齒呼韻母前分尖團，精組字讀[ʦ]組聲母，見曉組字讀[ʨ]組聲母:51；在今撮口呼韻母前不分尖團，精組和見曉組字都讀[ʨ]組聲母:50，如：“趨”=“區” /ʨʰy334/、“需”=“虛” /ɕy334/。
從母、邪母、崇母字，白讀擦音[z]聲母，文讀塞擦音[ʣ]聲母:197。
船母、禪母字白讀擦音聲母:60。
日母字，白讀[ȵ]聲母，文讀[ʑ]聲母:197。
見曉組開口二等字，白讀[k]組聲母，文讀[ʨ]組聲母:197。
疑母字逢洪音讀零聲母，逢細音白讀[ȵ]聲母:59。

### 韻母
果攝字白讀[uɤ]韻，文讀[o]韻:197。
假開二幫組以及咸合三、山開二、山合三的幫組或非組入聲字白讀[ɤa]韻:引論 18。
假開二知見系字（如“茶”、“加”、“下”）讀[uɑ]韻:179。
假開三的章組、日、以母字，白讀[ia]韻，文讀[iᴇ]韻:197。
蟹開四字，白讀[ie]韻，文讀[i]韻:197。
“兒”、“爾”、“耳”、“二”等日母止摄字，白讀[ɲ̍]，文讀[əl]:197。
流攝一等字，若今為零聲母字則讀[eu]韻，若為其他聲母字均讀如三等[iu]韻:引論 18。
咸、山兩攝字，在白讀中無鼻音尾和塞音尾，讀為開尾韻:引論 18，而在文讀中，陽聲韻字讀為鼻化韻，入聲韻字讀為喉塞尾韻:197；其中開口三等知系字讀撮口呼韻母，白讀[yɤ]，文讀[yã]（陽聲韻字）、[yəʔ]（入聲韻字）:引論 18。
咸、山兩攝開口三等字和四等字的韻母，除了幫組字、部分見系字無區別外，其他字均有主要元音開口度大小的區別，即三等韻開口度小（[ie]、[yəʔ]韻），四等韻開口度大（[ia]韻）:78。
梗開二陽聲韻字在白讀中讀[ɑŋ]韻（“梗”字讀[uɑŋ]韻），與宕、江攝字相混:引論 18，文讀[əɲ]韻:197。

### 聲調
古次濁聲母上聲字白讀歸陰上，無文讀；古全濁聲母上聲字白讀歸陰上，文讀歸陽去。:197但在小稱變調和一些字組的變調中，古濁上字自成一類，與清上字不同:引論 7, 引論 18。
咸、山兩攝入聲字在白讀中依聲母清濁分歸陰去、陽去:引論 18 :104-105，在文讀中則分歸陰入、陽入調:197。其中白讀為陰去的古清入字在一些字組的連讀變調中自成一類:引論 18。

### 滯古字音
金華話中有少數字音的歷史層次比其他字音更古老，這些字都是口語常用字:43, 46, 191-193。
1. 非組少數字讀雙唇音聲母（重唇輕唇不分）[6]:42：敷母“覆”、“蝮”讀作/pʰoʔ4/[6]:43，奉母“縛”讀作/boʔ212/[3]:272，微母的“無”讀作/m̩313/[3]:238，“未”、“襪”、“蚊”、“問”、“網”、“望”等字讀[m]聲母[6]:42。
2. 知母個別字聲母讀[t]音（舌頭舌上不分）[6]:45：“摘”表示“用拇指和食指掐”時讀作/tiəʔ4/[6]:273，“拄”讀作/tu45/[6]:46。
3. 書母“鼠”讀塞擦音聲母，白讀/ʦʰɿ535/[6]:53，文讀/ʨʰy535/[3]:2。
4. 匣母少數字聲母讀如羣母：“厚”讀作/kiu535/；“懷”作名詞時讀作/guɑ313/，作動詞時讀作/ʥiɑ313/；“銜”（用嘴含）讀作/gɑ313/；“峽”讀作/guɑ14/[6]:54-55。
5. 母字“雩”（意为“虹”）讀[x]聲母[g] [15]:118-120。
6. 以母“鱅”讀擦音[z]聲母（/zoŋ313/）[6]:56。
7. 遇攝三等魚韻的“女”在表示“女兒”時讀/nɑ535/[6]:224，這可能是金華話中魚韻的最早層次[6]:66。
8. 止攝開口字“椅”（支韻B類）讀如合口（新詞除外），音/y535/[3]:29，梅祖麟認為該讀音是重紐的遺留痕跡[16]:100。
9. 流攝侯韻字“猴”在词语“猴猻”中讀/uəʔ212/，有學者認為這是“猴”的魏晉層次音促化的結果[17]:181-183。

## 語音的變遷
金华城里古阳声韵幫母、端母字曾分別读作[m]、[n]声母，后来逐渐朝[p]、[t]方向变化:205。在1920年代，金华城里方言的帮端母仍存在特殊读音（少量字如“半”、“打”白读為[m]、[n]声母）:第一表1, 144；但到1980年代，帮端母字已一律读[p]、[t]声母:465 :205。
金華城裏效攝發音原本爲與鄉下相同的[ɤ][ie]韻，後來變爲與官話很接近的[ɑu][iɑu]韻，應該是在官話影響下新起的:207。
金華方言的濁音清化發生在1920年代之後，趙元任《現代吳語的研究》所記金華方言還沒有清化:41。
金華城裏方言原本存在陽上調，古濁上字不與古清上字混同，後來濁上字歸入陰上調:101-102。1920年代的金華城裏方言有8個聲調，上聲分陰上[434]、陽上[423]:第四表1。到了1980年代，金華城裏只有老年人將部分濁上字讀作陽上[312]調，中年、青年人都讀作陰上:609。而在1990年代初，《金華方言詞典》所記的金華城裏方言已無陽上調:引論 7。
人稱代詞複數詞尾，趙元任《現代吳語的研究》中記爲liang（用良表音）:154, 156, 158，到1990年代，城裏口音已變爲/lɑŋ/:177，經歷了/liɑŋ/到/lɑŋ/的變化。

## 詞彙
以下詞彙及發音以1990年代的金華老派城裏話為準，來源均為《金華方言詞典》，故不再一一註明。
所選擇的詞彙大都是現代標準漢語中不存在，或現代標準漢語中存在但詞義、詞法等有明顯差異的。
國際音標右上角的數字表示調值，“-”後為變調後的調值，“0”表示輕聲。因變調引起的聲母清濁變化，不註明原聲母，只寫出變調後的聲母。

### 代詞

#### 人稱代詞
|      | 第一人稱                        | 第二人稱                                      | 第三人稱             |
| ---- | ------------------------------- | --------------------------------------------- | -------------------- |
| 單數 | 我 /ɑ535/ 我儂 /ɑ535-53 noŋ535/ | 爾儂 /noŋ535/[h]                              | /gəʔ212/             |
| 複數 | 我兩 /ɑ535-45 lɑŋ14/            | 爾儂兩 /noŋ535-45 lɑŋ14/ 爾兩 /ɲ̍535-45 nɑŋ14/ | 兩 /gəʔ212-21 lɑŋ14/ |

#### 指示代詞與疑問代詞
|        | 近指      | 遠指        | 疑問       |
| ------ | --------- | ----------- | ---------- |
| 普通話 | 這        | 那          | 哪         |
| 金華話 | 格 /kəʔ4/ | 末 /məʔ212/ | 哪 /lɑ535/ |

### 動詞
| 望 /moŋ14/ 看 落 /loʔ212/ 下 \|例：“落車”、“落雨”、“落去”、“落班” 徛 /kɛ535/ 站立 /ʨʰiəʔ4/ ① 吃，喝，吸（菸） ② 吃藥治（病） /lɛ14/ 躺，倒 謳 /eu334/ ① 呼喚 ② 讓 ③ 叫做，稱為 | 驚 /kuɑŋ334/ ① 怕 ② 嚇，使害怕 射 /ʥia14/ 解（大小便） 囥 /kʰɑŋ45/ ① 藏，收存，存放 ② 放，擱 篩 /sɑ334/ 斟 飼 /zɿ14/ 餵 /zuɑ14/ 在較多的開水里煮 |

### 名詞
堰 /ie45/ ① 河中較低的擋水建築物（河水仍從堰上淌過），用來提高上游水位，以便灌溉 ② 用於地名。
雩 /xiu45/ 虹
生世 /sɑŋ334-33 ɕyɤ45/ 輩子
生活 /sɑŋ334-33 uɑ14/ 工作
生活 /səɲ334-33 uəʔ212/ 衣食住行等方面的情況
暗槽 /ɤ45-33 zɑu313-14/ 抽屜

#### 植物
| 落蘇 /loʔ212-21 su334-45/ 茄子 蠶豆 /zɤ313-31 diu14/ 豌豆 佛豆 /vəʔ212-21 diu14/ 蠶豆 包蘿 /pɑu334-33 luɤ313-45/ 玉米 香薺 /ɕiɑŋ334-33 sie535/ 薺菜 天蘿 /tʰia334-33 luɤ313-45/ 絲瓜 蕃芋 /xuɑ334-33 y14-45/ 番薯 | 芫荽 /yɤ313-31 ɕyɛ334-45/ 香菜 圈蔥 /ʨʰyɤ334-33 ʦʰoŋ334-45/ 芹菜 金瓜 /ʨiɲ334-33 kuɑ334-45/ 南瓜 藤梨 /dəɲ313-31 li313-14/ 獼猴桃 鼠耳 /ʦʰɿ535-33 ɲ̍535/ 鼠麴草 朝日葵 /ʨiɑu313-33 ȵiəʔ212-21 ʥy313-14/ 向日葵 菠薐菜 /po334-33 ləɲ313-33 ʦʰɛ45/ 菠菜 |

#### 動物
| 卵 /ləɲ535/ 蛋 \|例：“雞卵”、“鳥卵”、“茶葉卵” 蟢 /ɕi535/ （八腳蟢 /pɤa45 ʨiəʔ4 ɕi535/） 蜘蛛 土狗 /tʰu535-53 kiu535/ 螻蛄 圪寶 /kəʔ4 pɑu535/ 蟾蜍 圪蚤 /kəʔ4 ʦɑu535/ 跳蚤 抄牛 /ʦʰɑu334-33 ȵiu313-45/ 天牛 | 猴猻 /uəʔ212-21 səɲ334-45/ 猴子 芒蚣 /moŋ313-31 koŋ334-45/ 蜈蚣 鳙鰱 /zoŋ313-31 lia313-14/ 鳙魚 蚰蚰螺 /iu313-33 iu313-31 luɤ313-14/ 蝸牛 鯧鯿魚 /ʨʰiɑŋ334-33 pie334-45 ȵy0/ 鯧魚 狗涴蝮 /kiu535-45 uɤ45-33 pʰoʔ4/ 蝮蛇 |

#### 飲食
煠飯 /suɑ14-45 vɑ14/ 用剩米飯加水煮成的稀飯
年糖 /nia313-31 dɑŋ313-14/ 金華當地風味食品，依原料不同分為“凍米糖”、“油麻糖”等
清明餜兒 /ʦʰiɲ334-33 miɲ313-33 kuẽ535-45/ 清明餜
凍米糖 /toŋ45-33 mie535-45 dɑŋ313/ “年糖”的一種，用糯米作原料，春節期間流行
油麻糖 /iu313-33 mɤa313-31 dɑŋ313-14/ “年糖”的一種，用芝麻作原料

### 稱謂
伯嚭 /bəʔ212-21 pʰi535/ 善吹牛、愛說空話的人
老貨 /lɑu535-53 xuɤ45/ 老漢，老頭子（不帶褒貶色彩）
老馬兒 /lɑu535-45 mɤã535-14/ 老婆子
母媽 /m̩45 mɛ0/ ① 媽媽 ② 稱呼岳母
鬼王 /ʨy535-45 uɑŋ313/ 男孩子（含輕視意）
賴料 /lɑ14-31 liɑu14/ 無賴，賴子
賊骨頭 /zəʔ212-21 kuəʔ4 tiu313-45/ 賊

### 數詞
| 普通話 | 零          | 一        | 二 兩                    | 三         | 四        | 五        | 六          | 七          | 八         | 九          |
| 金華話 | 零 /liɲ313/ | 一 /iəʔ4/ | 兩 /liɑŋ535/ 二 /ɲ̍14/[1] | 三 /sɑ334/ | 四 /si45/ | 五 /ɲ̍535/ | 六 /loʔ212/ | 七 /ʦʰiəʔ4/ | 八 /pɤa45/ | 九 /ʨiu535/ |
| 普通話 | 十           | 二十       | 百        | 千          | 萬        |
| 金華話 | 十 /ʑiəʔ212/ | 廿 /ȵia14/ | 百 /pəʔ4/ | 千 /ʦʰia45/ | 萬 /vɑ14/ |
註：
1^ 金華話中基本都用“兩”表示“二”，序數詞中一般也說“兩”，不說“二”:32，如“第兩”（意為“第二”）:88、“初兩”（意為“初二”）:20。“二”僅用於少數有序數含義的詞（如“二月二”、“二哥”、“二婚親”等）和“二兩”（重量）:241。

### 量詞
記 /ʨie45/ ① 表示動作的次數，相當於北京話的“下” ② 指很短的一段時間，相當於北京話的“會兒”
爿 /bɑ313/ ① 用於商店。 例如“一爿店” ② 用於地面、村莊。 例如“一爿地”

### 形容詞
㽺 /ɕiəʔ4/ 差，不好
細 /sie45/ ① 與“粗”相對 ② 碎
細 /sia45/ 小
喫力 /ʨʰiəʔ4 liəʔ212/ 費力；累，疲勞
推板 /tʰɛ334-33pɑ535-45/  ① 相差，缺欠 ② 差，欠缺
罪過 /sɛ535-53 kuɤ45/ 可憐，值得憐憫
倒竈 /tɑu535-53 ʦɑu45/ ① 倒霉 ② 糟糕 ③ 窮
木嘮嘮  /moʔ212-21 lɑu334-33 lɑu334-45/ 或 /moʔ212-21 lɑu14 lɑu0/ 很多

### 副詞
弗 /fəʔ4/ 不
未 /mi14/ 沒有
頂 /tiɲ535/ 最
猛 /mɑŋ535/ 程度副詞，用於被修飾詞語（形容詞或某些動詞）的後面，相當於北京話的“很”。 例如“好猛”、“喜歡猛”。關於其重疊形式“×猛×猛”，詳見下文“詞法”部分
還正 /uɑ313-31 ʨiɲ45/ 才，剛
頂對 /tiɲ535-53 tɛ45/ 恰好，剛好
真當 /ʨiɲ334-33 tɑŋ334-45/ 真，確實，的確

### 助詞
箇 /kəʔ4/ （常讀作輕聲）相當於北京話“的”
罷 /pɑ535/ 用於句末或句中停頓處，肯定事態出了變化，有時還兼有表示動作完成的作用，相當於北京話的“了”的部分用法 |例：“我去過罷”、“票買來罷”
生 /sɑŋ334/ 用於名詞、代詞或動詞後，相當於北京話的“似的”、“般”

## 語法

### 詞法
人稱代詞和部分指人的名詞的複數詞尾是“兩”/lɑŋ14/:引論19, 177 :87 。
帶後綴“頭”的詞很多:30, 31，這些詞大致可分為三類：
1. “頭”加在名詞性、動詞性、形容詞性詞根後面[3]:155。如“手頭”、“嬉頭”、“花頭”、“苦頭”。
2. “頭”加在數量詞後表示具有這一數量的某一事物[3]:155，有強調數量的作用[21]。如“兩塊頭”、“五間頭”。
3. “頭”在名詞後面，表示方位或時間，相當於北京話的“裏”、“裏頭”[3]:155。如“外頭”、“溪頭”、“店頭”、“夜頭”。

有些在普通話中無後綴或帶“子”綴的詞在金華話中也能加“頭”後綴，:31 ，如“紙頭”、“鼻頭”、“領頭”。
形容詞後加副詞“猛”組成的形容詞短語經常構成“×猛×猛”的重疊格式:31。“猛”意為“很”（詳見上文“副詞”部分），重疊後的“×猛×猛”表示的程度更深，相當於北京話的“非常”、“極”:172。例如，“好猛好猛”，“難過猛難過猛”，“喫力猛喫力猛”等。
金華話中重疊的動詞在不同句式中有不同的含義。
在“信寄寄便來”、“飯喫喫再去”這樣的句子中，重疊的動詞表示“動作完成”:34。
在“門關關好”、“話講講靈清”這樣的句子中，重疊的動詞表示祈使:34。

### 句法
金華話有“坐記起”、“買本添”這樣的“動詞/動詞短語+起/添”的語法結構:60。副詞“起”、“添”都用在動詞或動詞短語後。“起”表示時間在先:38，像是把北京話的“先”後置:12。“添”有“再”、“還”的意思:168。
雙賓語語句中兩個賓語的語序比較靈活，可將間接賓語（指人）放在直接賓語（指物）之後:36；有時還可以把直接賓語提到句首或動詞之前，而量詞仍留在動詞之後，如“我儂書送兩本爾儂”:37。

## 內部差別
金華話內部存在地域差別（城裏方言和鄉鎮方言的差別）和城裏方言的年齡差別（不同年齡層次的人說話的差別），這些差別主要體現在語音和詞彙上。

### 地域差別
金華話內部的地域差別，整體而言中部、西部地區的方言較為接近，東部孝順、曹宅、澧浦一帶的話有若干共性而與中部、西部多有不同，城裏及其附近地區的方言有一些自己的特點:引論 4。

#### 聲母
幫母和端母的古陽聲韻（鼻音尾韻）字，城裏和城郊秋濱等地分別讀塞音[p][t]聲母（包括“打”字）:引論 4 :29，秋濱的朱基頭除了“打”字讀[n]聲母外，幫、端母字均讀塞音聲母:30, 205，其他绝大部分地區分別讀鼻音[m][n]聲母:引論 4 :30，曹宅鎮小黃村的幫端母古陽聲韻字，逢今韻母為鼻音尾韻時讀塞音聲母，逢今韻母為非鼻音尾韻（古咸山攝）時讀鼻音[m][n/ȵ]聲母，但“柄”、“打”兩字仍讀鼻音聲母:30-32, 37-38, 205-206。
除了城裏、城郊的朱基頭、化山、擇住鄰等地和東北部孝順、曹宅一帶外，多數地區的方言不分尖團:引論 4 :206-207。
金華城裏方言中，精组声母拼撮口呼韵母时读[ʨ]组声母，跟见晓组细音字不分:206，拼齊齒呼韻母時的發音因年齡而異，詳見下文“城裏方言的年齡差別”。

#### 韻母
蟹攝一等字（如“改”、“害”、“賠”、“對”），城裏讀[ɛ]，城郊秋濱、多湖、仙橋等地讀[ai]，其他地區讀[a]或[ɑ]:引論 5。
效攝字在城裏及其附近朱基頭、王宅、南干、擇住鄰、小黃村等地讀[ɑu][iɑu]韻，離城裏較遠的東部和西部地區讀[ɤ][ie]韻:引論 5 :207-208。例如“腰包”在金華城裏讀作/iɑu334-33 pɑu334-45/，而在部分鄉鎮則讀作/ie334-33 pɤ334-45/。
流攝一等字（如“藕”、“頭”），城裏和東部地區一般讀[eu]（藕）、[iu]（頭），中部地區讀[e]或[ei]，西部地區讀[ɑu]:引論 5。
梗攝開口二等字（如“生”、“爭”），城裏和中、南部地區讀作[ɑŋ]韻，同宕江攝；東北部和西北部地區讀作[ã]韻或[an]韻，同咸山攝:引論 5。

#### 聲調
在金華城裏方言中古濁上字歸陰上:101, 102，而在曹宅鎮小黃村的方言中古濁上字歸陰平:102。
金華城裏方言有7個單字調，而小黃村的方言因陰入、陽入各有兩種調值而共有9個單字調:102, 104-105。下表中短表示短調。
| 調類   | 聲調記號 | 調值  | 例字           |
| ------ | -------- | ----- | -------------- |
| 陰平   | ˧˧˦      | 334   | 邊 弟 柱 是 買 |
| 陽平   | ˧˩˧      | 313   |                |
| 陰上   | ˥˧˥      | 535   | 點 短 板 柄 打 |
| 陰去   | ˥˧       | 53    | 扮 旦 變 店 踮 |
| 陽去   | ˩˦       | 14    |                |
| 陰入甲 | 短˦      | 短4   |                |
| 陰入乙 | ˦˥       | 45    | 割 桌 接 發 雪 |
| 陽入甲 | 短˧˩˧    | 短313 |                |
| 陽入乙 | ˩˩˧      | 113   | 薄 奪 疊 襪 月 |

#### 代词
第一人稱單數，城裏和大部分鄉鎮用“我”/ɑ535/或“我儂”/ɑ535-53 noŋ535/，孝順、曹宅、澧浦一帶多用/ʨiɑ535/:引論 5，孝順北部地區說/tsia535/或/ɛ535/:60。
第一人稱複數，城裏說“我兩”/ɑ535-45 lɑŋ14/或/ɑŋ313/，孝順、曹宅、澧浦等地多用/ʨiɑ535-45 lɑŋ14/或/ʨiɑ535-45 liɑŋ14/:60。

第二人稱複數，城裏和北部地區一般是“爾儂兩”/noŋ535-45 lɑŋ14/或“爾兩”/n̩535-45 nɑŋ14/或“爾兩”的合音/nɑŋ313/:177，南部地區多用“爾儂兩”/noŋ535-45 lɑŋ14/，西部白龍橋、長山等地用“爾兩”/n̩535-45 nɑŋ14/，東北角源東、鞋堂等地多用“爾儂哄”/noŋ535-45 hoŋ0/:引論 5，澧浦、雅畈等地只說“爾儂兩”/noŋ535-45 lɑŋ14/或“爾儂兩”/noŋ535-45 liɑŋ14/:177。

第三人稱複數，城裏說“兩”/gəʔ212-21 lɑŋ14/或/gɑŋ313/，澧浦說“兩”/gəʔ212-21 liɑŋ14/:182。
指示代詞“這”，城裏和大部分鄉鎮說“格”/kəʔ4/，鄉下有的地方如秋濱街道的唐宅、呂獻塘和嶺下鎮等地說/ʥiəʔ212/:251。
指示代詞“那”，城裏和大部分鄉鎮說“末”/məʔ212/，鄉下有的地方如秋濱街道的唐宅、呂獻塘和嶺下鎮等地說/doŋ313/，羅店等地說/goŋ313/:244。

#### 其他
“去”字，城裏及附近地區讀/kʰɯ45/，東北角源東、鞋塘、孝順、傅村等地和西部白龍橋擇住鄰村等地讀/kʰi45/，南部安地讀/kʰɤ45/:引論 5 :112。
“人”，城裏和部分鄉鎮說“人”/ȵiɲ313/，東部孝順、曹宅、澧浦等地說“農”/noŋ313/:217。

### 城裏方言的年齡差別
金華城裏方言存在一些年齡差別。

#### 聲母
精組、見組聲母拼齊齒呼韻母字，如“精”、“經”，全部老年人和部分中年人區分尖團，分別讀[ʦ]聲母和[ʨ]聲母；部分中年人和全部青年人不分尖團，都讀[ʨ]聲母:引論 5 :52, 206。
金華話中“鄒”、“走”、“奏”、“湊”、“搜”、“擻”、“嗽”等字為[iu]韻，年輕人因不分尖團而將這些字也讀成[ʨ]組聲母:引論 18。例如，“走”=“酒”/ʨiu535/。
古微母部分字，如“婺”、“文”、“物”，中老年人都讀[v]聲母，年輕人傾向讀合口呼零聲母:引論 5。
古疑母個別字，如“我”，一部分老年人文讀[ŋ]聲母，白讀零聲母；部分老年人和全部中年、青少年人不論文白都讀零聲母:引論 5。

#### 韻母
金华城里一些年轻人因嫌[ɤa]韻母“土气”而改读作[ia]:引論 18 :183-184。山合一幫組舒聲字（如“半”、“潘”、“滿”）的文讀音，部分老年人讀[ɤã]韻，其他人讀[ã]韻:引論 6。

#### 小稱
表示小稱的兒化詞，老年人用得較多，中年人用得較少，青年人用得很少:引論 5。

## 方言記錄和研究的歷史
19世紀，來到金華縣的基督教傳教士將《聖經》的部分內容翻譯成金華方言，並用羅馬字記音。已知的關於19世紀金華方言的書面材料有金華土白《約翰福音》（1866）和金華土白《馬可福音》（1898）:3。金華土白《約翰福音》（1866）是《約翰福音》的金華方言譯本，全書用羅馬字記音，沒有漢字，所記發音是文讀和白讀的結合，部分語句的語法遵循金華方言語法:10-11。金華土白《馬可福音》（1898）是白話《馬可福音》譯本的金華方言注音本，作者逐詞翻譯，在各漢字旁用羅馬字注出金華方言的讀音（有些詞匯的注音按對應的方言詞的音）:3, 10, 12。這兩份材料都沒有記錄聲調:10。
1927年10月10日至12月25日:23 :285，趙元任調查了吳語地區33個地點方言的聲韻調、詞彙，撰寫了《現代吳語的研究》（1928年出版）:82。金華話是33個地點方言之一，趙元任記錄的是1927年的金華新派城裏方言，聲母、韻母用嚴式國際音標記錄:26，單字聲調用五度標記法記錄音值:26，詞彙的讀音用注音羅馬字記錄:149。
1958年文字改革出版社出版的《方言與普通話集刊》第五本收錄了傅東華（署名“約齋”）《金華方音與北京語音的對照》一文:引論 5-6。
1957年至1966年間，浙江省方言工作者傅國通、方松熹、蔡勇飛、鄭張尚芳等在全省方言普查工作中，曾對金華方言作過調查，調查結果被收入《浙江吳語分區》等:前言 1。
1984年至1985年，錢乃榮對《現代吳語的研究》中33個方言點進行跟踪調查，寫成《當代吳語研究》（1992年出版）:85。書中記錄了1985年金華新派城裏方言的聲韻調系統:24, 65-67、兩字組變調的規律:657、單字音:77、詞彙:721，以及老、中、青三代人語音的異同，反映了六十年中金華城裏方言語音的變化:434。
1996年:版權頁，曹志耘編纂的《金華方言詞典》作為《現代漢語方言大詞典》的分地方言詞典之一出版。該詞典詳細記錄了1990年代初的金華老派城裏話:引論 5的語音、詞彙、詞法。
2002年出版的曹志耘的《南部吳語語音研究》深入研究了包括金華話在內的11種南部吳語方言的語音。

## 艾青的《大堰河》
詩人艾青是金華人，其詩作《大堰河——我的保姆》中的“大堰河”實際應為“大葉荷”，因艾青不知道其本字而金華話中這兩個詞同音而誤寫。詩中所謂“冬米的糖”應為“凍米糖”（見上文“飲食”），“凍”本為陰去調，在該詞中因變調而成為[33]調:228（如陰平，與“冬”同音）。